# 布扎省
14°25′N 6°02′E / 14.417°N 6.033°E

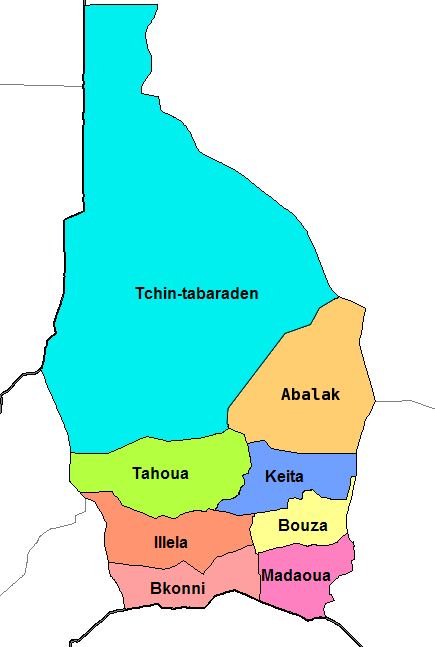

布扎省（法語：Bouza），是尼日爾的省份，位於該國西部，由塔瓦大區負責管轄，南面是馬達瓦省，面積3,777平方公里，2011年人口386,093，人口密度每平方公里102.4人。